# Марко Горбач
Марко Олексович Горбач — фізик, професор, 1999 — дійсний член НТШ, заступник голови НТШ Канади.

## З життєпису
Син Олекси та Анни-Галі Горбачів, брат Катерини Горбач.
1976 року закінчив університет Гете у Франкфурті-на-Майні, 1981-го там само захистив докторат з теоретичної атомної фізики. Від 1981-го, з перервою протягом 1984—1985 років — у Йоркському університеті. В 1984–1985-х роках працював у інституті фізики університету Гете. Цього часу у співавторстві опублікував праці, у яких систематично пояснювалися процеси іонізації і захоплення електронів при розсіюванні високозаряджених йонів на важких атомах.
До 1986-го працював асистентом професора Юрія Василя Даревича, спільно з Романом Конюком опрацював кваркову модель елементарних частинок та квантову теорію поля. Від 1996-го — професор, протягом 1999–2002-го років — керівник відділу фізики та астрономії.
Сфера наукових інтересів:
- питання напівкласичних варіаційних методів у квантовій теорії,
- розроблення обчислювалних методик для обрахунку та моделювання процесів взаємодії атомів з високопотужним лазерним випромінюванням
- вивчення проблеми української природознавчої термінології
- наслідки аварії на ЧАЕС.